# Крейермат, Рейнир
Ре́йнир Йоха́ннес Петрус Крейермат (нидерл. Reinier Johannes Petrus Kreijermaat; 25 апреля 1935, Утрехт — 22 января 2018, Барендрехт, Южная Голландия) — нидерландский футболист, игравший на позиции полузащитника.

## Биография

### Клубная карьера
Отыграв три сезона за «Элинквейке», Крейермат в 1959 году перешёл в «Фейеноорд». В составе роттердамского клуба он отыграл восемь сезонов и выиграл три чемпионских титула и Кубок Нидерландов в 1965 году. Крейермат сыграл во всех турнирах за «Фейеноорд» 201 матч и забил 29 голов.
В ноябре 1964 года в матче чемпионата страны против «Ситтардии» сломал ногу и выбыл на долгое время из игры. После восстановления от травмы он не смог вернуться на прежний уровень, но был в составе «южан» до 1967 года. Завершил карьеру в клубе «Ксерксес» в 1968 году в возрасте 33 лет.

### Карьера в сборной
В составе сборной Нидерландов сыграл только два матча — со сборной Венгрии (3:3) и Бельгии (0:4).

### Смерть
Скончался 22 января 2018 года в Барендрехте в возрасте 82 лет.

## Достижения
«Фейеноорд»
- Чемпион Нидерландов (3) : 1960/61, 1961/62, 1964/65
- Обладатель Кубка Нидерландов (1) : 1964/65